# Biograph Records
Biograph Records is een Amerikaans platenlabel, dat zich richt op vroege jazz, ragtime en blues. Het werd in 1967 opgericht door Arnold S. Caplin, die meerdere labels begonnen is. Het was het eerste reissue-label dat platen uitbracht van pianorollen van Scott Joplin, Jelly Roll Morton en George Gershwin. Andere opnieuw uitgegeven musici waren onder meer Fats Waller, Earl Hines, Ethel Waters, Ma Rainey, Blind Willie McTell, Blind Lemon Jefferson en Eubie Blake. In 2002 werd het label overgenomen door Retropolis, een onderneming van Rhino Records-oprichter Richard Foos (later omgedoopt in Shout! Factory). Sindsdien zijn tientallen Biograph-platen opnieuw op cd uitgebracht.